# セクター型質量分析計

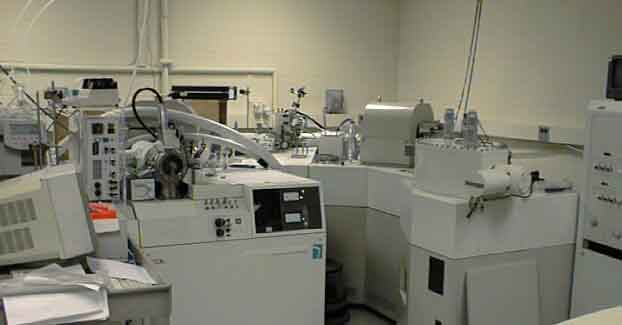
A five sector mass spectrometer

セクター型質量分析計（せくたーがたしつりょうぶんせきけい、英: sector mass spectrometer）とは、静電セクター、磁気セクター、またはこれら二つの（空間的に分離された）組み合わせを分析部に用いる質量分析計の分類である。広く普及しているセクター組み合わせとしては、BEB（磁気-電気-磁気）が挙げられる。最新のセクター型分析計は、イオンビームの方向および速度を収束させることのできる二重収束型質量分析計である。これは1936年にアーサー・ジェフリー・デンプスター、ケネス・ベインブリッジ、ヨーゼフ・マッタウフにより開発された。

## 理論
セクター型質量分析計において用いられる、均一・線形・静的な電場および磁場下におけるイオンの振る舞いは単純である。これを支配する物理学はローレンツ力の法則と呼ばれる一つの式で記述できる。この、古典電磁気学一般において重要な方程式は、全ての質量分析技術の基礎方程式であり、非線形、非一様な場に対しても適用することができる。
{\displaystyle \mathbf {F} =q(\mathbf {E} +\mathbf {v} \times \mathbf {B} ),}
ここで E は電場強度、B は磁束密度、q は粒子の電荷、v は（ベクトルで現わした）現在の速度、× はクロス積である。
したがって、均一な線形電場下（静電セクター内）でイオンが受ける力の大きさは以下の式で表わされる。
{\displaystyle F=qE\,}
向きは、陽イオンの場合は電場の方向であり、陰イオンの場合は逆方向である。

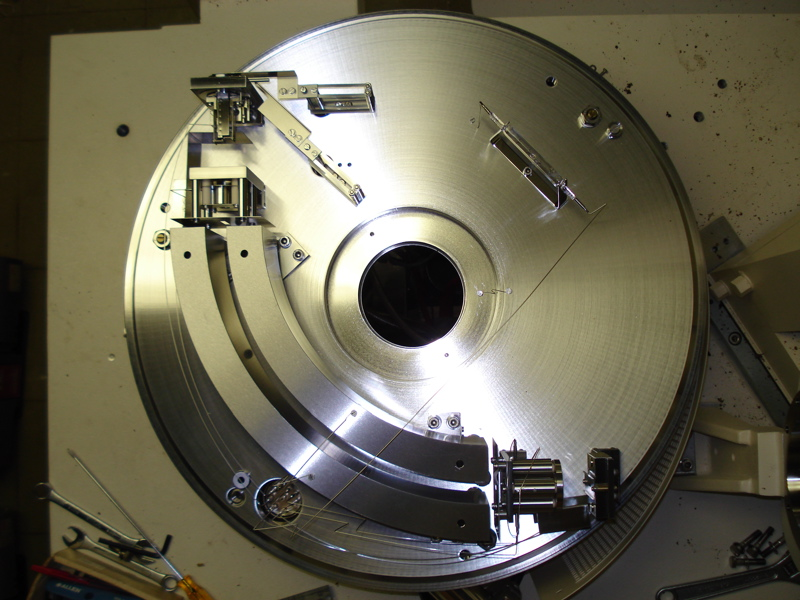
Finnigan MAT 質量分析計の静電セクター（真空チャンバーのハウジングは取り除かれている）。

この力は電荷と電場強度にのみ依存する。慣性の違いによって、より軽いイオンはより大きく偏向され、より重いイオンはあまり偏向されない。このためそれぞれ空間的に分かれた別のビーム物理的に選別され、静電セクターから出ることになる。
一方、一様な線形磁場下（磁気セクター内）におけるイオンの受ける力の大きさは次の式で表される。
{\displaystyle F=qvB\,}
向きは磁場とイオン自体の速度ベクトルの両方に直交される向きで、電荷の向きに依存し、クロス積の右手の法則によって決まる。
磁気セクター内の力は速度依存性を持つため複雑であるが、（例えば均一な速度分布など）適当な条件の元では静電セクター同様、質量によって空間的に別々のビームに物理的に分離される。

## 古典的構成
様々なセクターの配列を区別するために用いられる、古典的な構成の分類が存在する。しかし、現在の装置は設計がより進歩しているため、ほとんどはこれらの分類に厳密にあてはまらない。

### ベインブリッジ・ジョーダン型
この型のセクター構成は、初期ドリフト長のない 127.30° {\displaystyle \left({\frac {\pi }{\sqrt {2}}}\right)} の静電セクターと、同じ向き同じ曲率で 60° の磁気セクターから成る。「ベインブリッジ型質量分析計」と呼ばれることもある。同位体質量の決定によく用いられ、同位体から生成する陽イオンビームを研究対象とする。互いに直交する電場と磁場を同時にビームに作用させると、これらの二つの作用の大きさが等しく向きが逆になる、次で表わされる速度の粒子は正味の力を受けない。
{\displaystyle v=E/B\,}
したがって、この条件を満たす粒子はスリットを自由に通過し、半円軌道を横断したのちに感光板に衝突する。その後、同位体質量を算出する。

### マッタウフ・ヘルツォーク型
マッタウフ・ヘルツォーク型は 31.82° ({\displaystyle \pi /4{\sqrt {2}}} ラジアン) の静電セクターと、曲率の方向が逆の 90° の磁気セクターから成る。最初に電荷によって並んでいるイオンが磁場下に入射するとエネルギー収束効果が生じ、標準的なエネルギーフィルタよりも高い放射を得ることができる。この構成は生成イオンのエネルギー範囲が広く、精度もある程度必要とされる用途、例えばスパーク源質量分析法 (SSMS) や二次イオン質量分析法 (SIMS) などでよく用いられる。この構成がニーア・ジョンソン型よりも優れている点は、異なる質量のイオンでも全て同じ平面上に収束する点である。これにより、写真乾板もしくは平面検出器アレーを用いることができる。

### ニーア・ジョンソン型
ニーア・ジョンソン型は 90° の電気セクターと、長い中間ドリフト長と、同じ向きで 60° の磁気セクターからなる。

### ヒンターベルガー・ケーニヒ型
ヒンターベルガー・ケーニヒ型は、42.43° の静電セクターと、長い中間ドリフト長と、同じ向きに曲がった 130°  の磁気セクターからなる。

### 竹下型
竹下型は  54.43° の静電セクターと、短いドリフト長と、同じ向きの二つ目の静電セクターと、もう一つのドリフト長と、180° の逆向きに曲がった磁気セクターからなる。

### 松田型
松田型は 85° の静電セクターと、四重極子レンズと、同じ向きに曲がった 72.5° 磁気セクターからなる。この構成は SHRIMP および Panorama（地球化学において、同位体置換体計測用の、気体粒子源を用いる、高分解能マルチコレクター）に用いられる。